# William Byron
Pour les articles homonymes, voir William Byron (homonymie).
Pas d'image ? Cliquez ici

b Matchs officiels uniquement.
William Byron, né le 6 mars 1876 à Londonderry en Irlande du Nord et mort le 24 décembre 1961 à Belfast, est un joueur de rugby à XV irlandais, qui a évolué avec l'équipe d'Irlande et le club de North of Ireland FC au poste d'avant.

## Biographie
William Byron dispute son premier test match le 1er février 1896 contre l'équipe d'Angleterre. Son dernier test match est contre l'équipe du pays de Galles le 18 mars 1899. Il remporte le Tournoi britannique de rugby à XV 1899.

## Palmarès
- Vainqueur du Tournoi en 1899

## Statistiques en équipe nationale
- 11 sélections en équipe nationale
- Sélections par années : 3 en 1896, 2 en 1897, 3 en 1898, 3 en 1899
- Tournois britanniques disputés : 1896, 1897, 1898, 1899